# Stora Bjursjöns naturreservat
Stora Bjursjön är ett naturreservat i Skövde kommun i Västra Götalands län.
Området är skyddat sedan 2009 och omfattar 85 hektar. Det är beläget nordväst om Skövde strax väster om Lerdala.

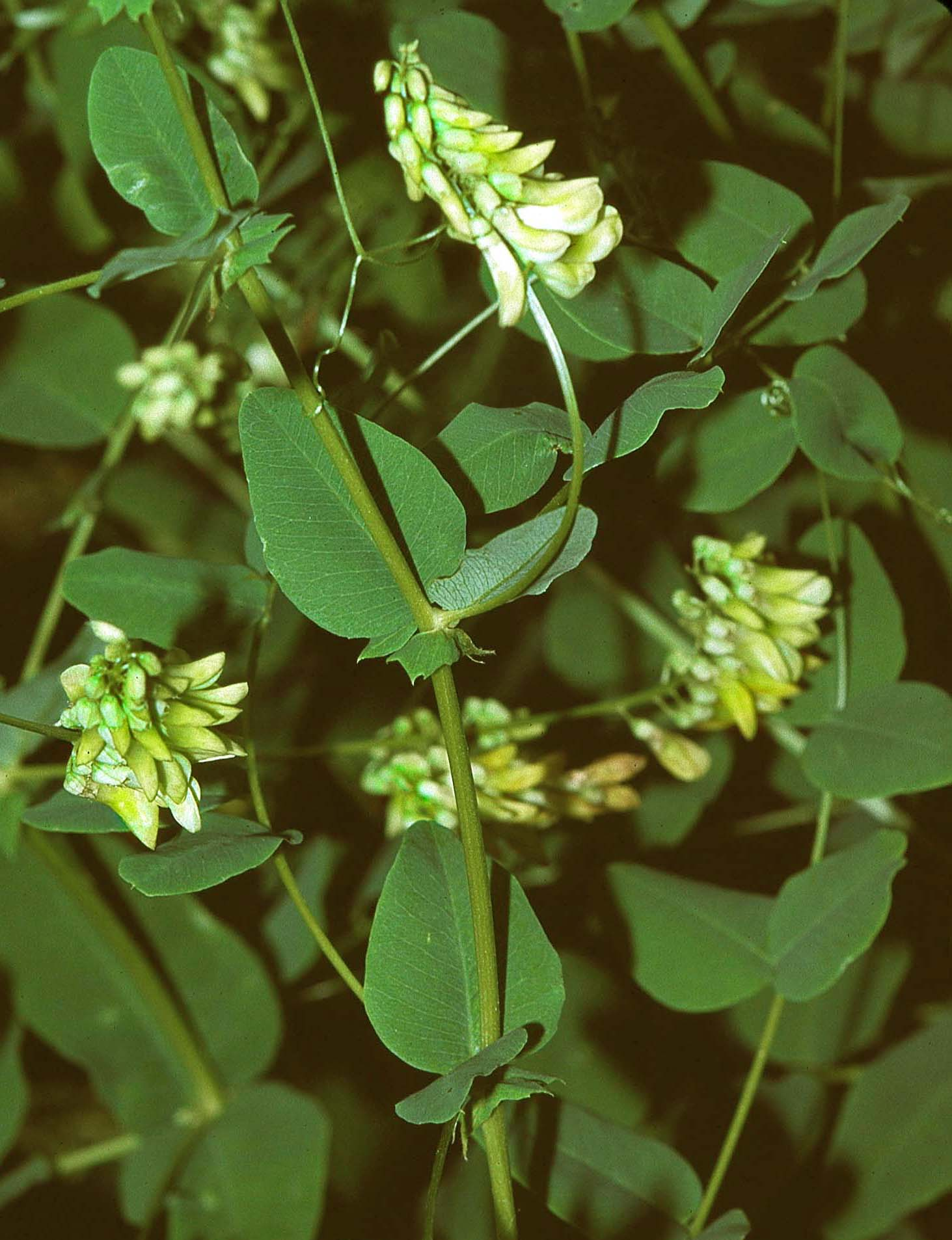
Ärtvicker

Naturreservatet Stora Bjursjön utgörs av tre delområden som tillsammans har en varierad topografi med hällmarker, sänkor, fuktpartier, berg- och rasbranter. Det södra delområdet domineras av hällmarker, blockig mark med tall och gran. Det förekommer även inslag av lövträd, främst björk och asp. På en del platser är mängden död ved relativt stor.
I det mellersta delområdet ingår även största delen av Stora Bjursjön med angränsande strandskog. Marken öster om sjön är bitvis kraftigt kuperad med många lodytor, gamla tallar, granar och aspar. 
Stora Bjursjön är en vacker sjö med fin badplats på norra stranden.
Det norra delområdet består av en äldre blandskog som domineras av gran, med inslag av tall, ek och björk samt enstaka hassel. Flera gamla ekar med mulmbildning förekommer. 
Den fridlysta ärtvickern har i detta område en av sina växtplatser. Pärluggla, berguv och sparvuggla häckar i närheten.
Stora Bjursjön ingår i samma vildmarksområde, med likartade naturtyper som i Klyftamons naturreservat. I norr gränsar området med Borgehalls naturreservat.